# Gerfried Göschl

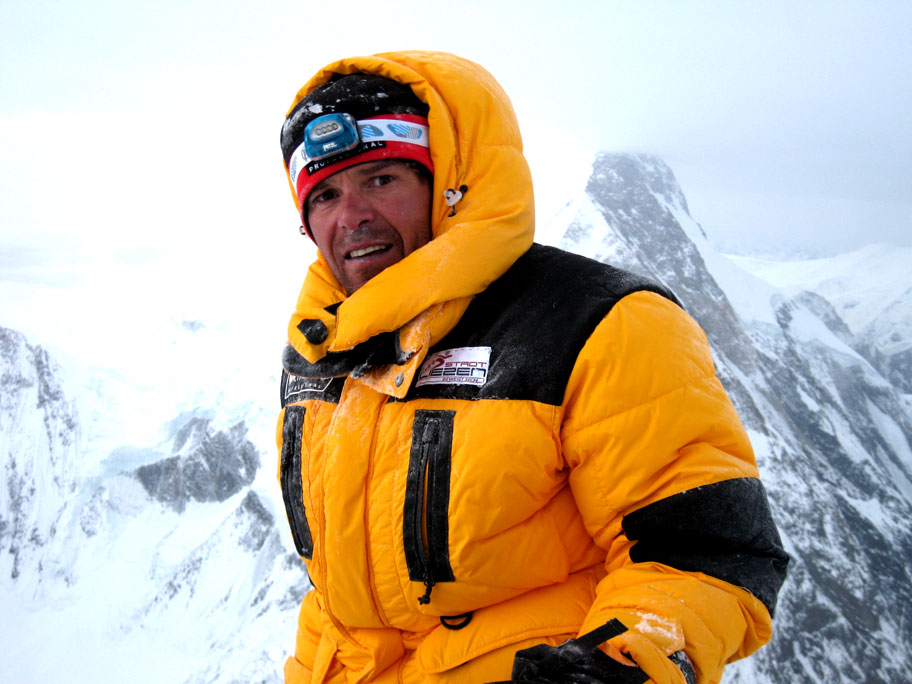
Gerfried Göschl am K2

Gerfried Göschl (* 3. Oktober 1972 in Schladming, Steiermark; seit 9. März 2012 am Hidden Peak (Pakistan) vermisst) war ein österreichischer Bergsteiger. Er hat zahlreiche Alpin-Projekte als Initiator, Organisator und Leiter vorbereitet und erfolgreich umgesetzt.
Göschl wird zusammen mit dem Schweizer Cedric Hählen und dem Pakistaner Nisar Hussain seit dem 9. März 2012 am Hidden Peak (8080 m) im Karakorum-Gebirge vermisst. Ihren Versuch der ersten Winterbesteigung des entlegenen, auch Gasherbrum I genannten Achttausenders in Verbindung mit der ersten Winter-Überschreitung eines 8000ers, dürften sie nicht überlebt haben.

## Leben

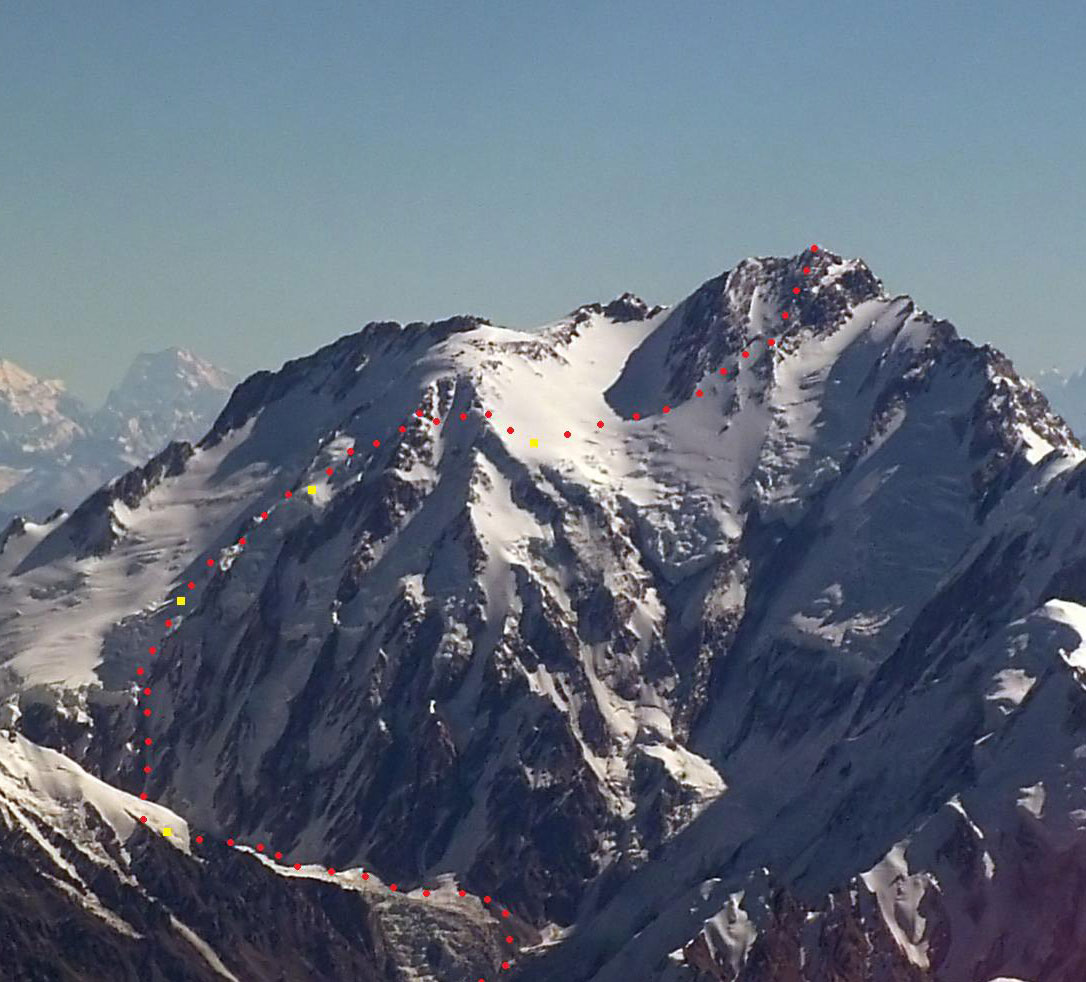
Nanga Parbat - Austro Canadian NW Buttress

Gerfried Göschl war Diplompädagoge für Hauptschulen (Mathematik, Geschichte und Sport), Erlebnispädagoge, Jugend- und Familienberater. Als staatlich geprüfter Instruktor für Hochtouren war er auch als Leiter von Bergfahrten und Expeditionen für den Österreichischen Alpenverein tätig. Er war außerdem Mitglied beim Alpinen Rettungsdienst Gesäuse und lebte mit seiner Ehefrau Heike und seinen beiden Töchtern in Liezen.
Göschls Leidenschaft für das Bergsteigen wurde schon in seiner Kindheit geweckt. Sein Vater, Rainer Göschl, war ein erfolgreicher Höhenbergsteiger, dem gemeinsam mit Hanns Schell u. a. die Erstbesteigung der Siebentausender Akher Tsagh (7017 m) und Diran (Minapin, 7266 m) in den Jahren 1966 und 1968 gelang. In seiner Jugend bestieg Gerfried Göschl zahlreiche Gipfel in den heimatlichen Bergen im Gesäuse, auch auf schwierigen Routen. Seine Laufbahn als Extrem- und Höhenbergsteiger begann 1999 mit einer Expedition zum Momhil Sar (7342 m), bei der er gemeinsam mit seinem Vater und seinem Bruder Rainer Wolfgang die Erstbegehung versuchte. Zwei Jahre später gelang dem Trio die Begehung des Muzthag Ata auf Ski.
Für die Fernsehsendung Land der Berge - 9 Länder, 9 Gipfel bestieg er gemeinsam mit der Bergführerin Angelika Haspl im August 2011 innerhalb von acht Tagen den jeweils höchsten Berg der neun österreichischen Bundesländer (sieben Gipfel) sowie die Wildspitze und den Großen Priel.

## Hidden Peak Winter 2012
Gerfried Göschl war bereits Anfang des Jahres 2011 am Gasherbrum I und hatte erfolglos versucht, über eine Neuroute die erste Winterbegehung zu schaffen. Im Sommer 2011 gelang ihm der Gipfel des auch „Hidden Peak“ genannten Berges über die Normalroute mit mehreren anderen Bergsteigern, trotz ungünstiger Schneeverhältnisse. Daraus entwickelte er die Idee, am Hidden Peak im Winter 2012, durch Aufstieg über die unvollendete Neuroute an der Südflanke und Abstieg über den nordseitigen Normalweg, die erste Winter-Überschreitung eines Achttausenders zu schaffen, was zugleich auch die erste Winterbesteigung dieses 8000ers gewesen wäre.
Aber nur mühsam konnte im Februar 2012 die „Headwall“, eine Steilwand auf das Gletscherplateau, über welches der neue Weg der internationalen Expeditionsgruppe um Göschl verlief, erschlossen werden. Nach einem fehlgeschlagenen Gipfelversuch, der nicht über die Headwall hinauskam, bot sich aus meteorologischer Sicht vor Frühlingsbeginn nur mehr ein zweitägiges mögliches Wetterfenster um den 8. und 9. März, um einen letzten Besteigungsversuch unternehmen zu können.
Da am Berg zeitgleich auch eine polnische Expedition am Normalweg aufstieg und mit 9. März am Gipfel sein wollte, erreichten Gerfried Göschl, Cedric Hählen und Nisar Hussain Sadpara deren Lager 2 auf rund 7000 Metern Höhe bereits am 7. März, um am frühen Nachmittag des 8. März, also einen Tag vor den Polen, als Erste am Gipfel stehen zu können.
Am 8. März konnten sie jedoch in 7,5 Stunden bis 10:30 Uhr nur eine Höhe von 7600 Metern erreichen. Auf den Gipfel fehlten noch rund 450 Höhenmeter. Von dort aus gab es auch den letzten Kontakt per Satellitentelefon. Hernach blieb das Trio unerreichbar. Lange Zeit wurde Sonnenwind als Störquelle angenommen.
Am 9. März um 8:30 Uhr erreichten die über die Normalroute aufsteigenden polnischen Bergsteiger Adam Bielecki und Janusz Gołąb als Erste den Gipfel des Gasherbrum I im Winter. Sie benötigten für deren „Summitpush“ von Lager 3 auf rund 7000 Metern Höhe bis zum Gipfel auf 8080 Metern Höhe nur 8,5 Stunden – also eine Aufstiegsgeschwindigkeit von 125 Metern pro Stunde über eine Höhendifferenz von 1080 Metern. Vom Gipfel aus wollen sie das Zelt Göschls gesehen haben, wahrscheinlich jenes vom Biwak auf vermutlich 7700 Metern Höhe vom 8. auf den 9. März. Warum das Zelt zurückgelassen wurde, ist unbekannt.
Vom Basislager der Internationalen Expedition konnte Alex Txikon die drei Bergsteiger am 9. März um 12 Uhr noch 280 bis 230 Höhenmeter unterhalb des Gipfels beobachten. Unter der Voraussetzung, dass diese Beobachtung richtig ist, wurde der Gipfel wohl auch an diesem Tag nicht erreicht und ein weiteres Biwak, diesmal auf über 7800 Meter, war notwendig. Weshalb in 24 Stunden nur rund 200 Höhenmeter überwunden werden konnten, bleibt unklar.
Göschl und seine zwei Kameraden hatten bei der geplanten Überschreitung, um Gewicht zu sparen, zusammen nur zwei Schlafsäcke und ein kleines Biwakzelt bei sich. Zudem begann es am 9. März, wie angekündigt, auf dem Berg wieder mit hohen Windgeschwindigkeiten und extremen Wintertemperaturen um −47 °C zu stürmen. Unter solchen Bedingungen ist ein Überleben sehr unwahrscheinlich.
Rettungsmaßnahmen waren durch die anhaltend schlechte Witterung unmöglich. Agnieszka Bielecka, die Basislager-Leiterin der polnischen Expedition, und der polnische Teilnehmer der Internationalen Expedition Göschls, Dariusz Załuski, versuchten einen ersten Rettungsaufstieg am 13. März über den Normalweg, scheiterten jedoch, laut eigenen Angaben, an den unerträglichen Temperaturen und Windverhältnissen. Ebenso blieb ein weiterer Versuch am 14. März durch zwei pakistanische Köche der polnischen Expedition, die bis zum nordseitigen Lager 2 vordringen konnten, ohne Ergebnis.
Am 15. März suchten zwei Helikopter der pakistanischen Armee (Dienstgipfelhöhe 7000 m) beim ersten Schönwettertag erfolglos die Bergflanken ab. Es konnten keine Spuren der drei vermissten Bergsteiger gefunden werden. Die Teilnehmer beider Expeditionen verließen noch am selben Tag das Basislager.
Die Angehörigen von Cedric Hählen organisierten einen weiteren Suchflug, der witterungsbedingt erst am 31. März erfolgen konnte. Die Hänge des Berges wurden bis in eine Höhe von 7200 Metern fotografisch dokumentiert. Auch dieser Versuch blieb erfolglos.

## Bergsteigerische Leistungen
- In den Jahren 2002 und 2003 war Gerfried Göschl mit seinem Bruder Rainer Wolfgang an den Achttausendern Cho Oyu und Gasherbrum 2 erfolgreich.[15]
- Erste internationale Aufmerksamkeit erregte Gerfried Göschl 2005 durch seine Besteigung des Mount Everest ohne zusätzlichen Sauerstoff.[16] Er war der vierte Österreicher, der den Mount Everest ohne zusätzlichen Sauerstoff über die Nordroute bestieg. 29 Tage zuvor hatte er bereits den Hauptgipfel des Shisha Pangma erreicht.
- Im Juli 2007 erreichte Göschl den Gipfel des Broad Peak. Beim anschließenden Versuch im August 2007, den K2 zu besteigen, scheiterte er auf 7700 m wegen schlechter Schneeverhältnisse und großer Lawinengefahr.
- 2009 gelang Göschl am Nanga Parbat gemeinsam mit seinen Partnern Günther Unterberger, Louis Rousseau, Hans Goger und Sepp Bachmair eine Neuroute über den Nord-West-Pfeiler im Alpinstil; es handelt sich um eine Routenvariation der "Kinshofer-Route" (heutiger Normalweg), welche in einem Bogen über den linken Wandteil zum gemeinsamen Lager 3 führt, zuvor aber eine auf- und absteigende Traverse bedingt. Bei dieser Expedition kam Wolfgang Kölblinger, ein Teilnehmer der über den Normalweg aufsteigenden Expeditionsgruppe beim Abstieg vom Gipfel, den er am 10. Juli 2009 erreichte, vermutlich durch Absturz während einer Rast ums Leben.[17] Am 11. Juli fand die mit Göschl vom Gipfel über den Normalweg absteigende Gruppe am Weg abgelegte Ausrüstungsgegenstände, wie Rucksack und Skistöcke. Auf Grund des großen möglichen Absturzgeländes wurde nur kurz nach dem Vermissten gesucht. Göschl brach dennoch den im Zuge derselben Expedition geplanten weiteren Versuch am K2 nicht ab, scheiterte jedoch wiederum an tiefem Schnee und Lawinengefahr, diesmal aber erst an der Schlüsselstelle, der Traverse über dem Flaschenhals auf 8300 m Höhe.

## Achttausender-Besteigungen
| Datum      | Gipfel        | Höhe   | Route                     | Anmerkung / Partner |
| ---------- | ------------- | ------ | ------------------------- | --- |
| 03.05.2002 | Cho Oyu       | 8188 m | Westflanke                | mit Bruder Rainer Wolfgang Göschl |
| 04.07.2003 | Gasherbrum II | 8034 m | Südwest-Sporn             | mit Bruder Rainer Wolfgang Göschl |
| 03.05.2005 | Shisha Pangma | 8027 m | Nordgrat/Chinesentraverse | mit Günther Unterberger (AUT), Hans und Georg Wenzl (AUT) |
| 01.06.2005 | Mount Everest | 8848 m | Nordsattel/Nordostgrat    | |
| 20.07.2007 | Broad Peak    | 8051 m | Westflanke                | mit Günther Unterberger (AUT), Louis Rousseau (CAN), Hans und Georg Wenzl (AUT), Wolfgang Kölblinger (AUT), Lukas Furtenbach (AUT)                           |
| 11.07.2009 | Nanga Parbat  | 8125 m | Nord-West-Pfeiler         | Routen-Erstbegehung mit Sepp Bachmair (AUT), Hans Goger (AUT), Louis Rousseau (CAN), Günther Unterberger (AUT)                                               |
| 13.07.2011 | Hidden Peak   | 8080 m | Normalroute               | mit Hans Wenzl (AUT), Jose Carlos Tamayo (ESP), Juanra Madariaga (ESP), Günther Unterberger (AUT), Stefan Zechmann (AUT), Alex Txikon (ESP), Rick Allen (GB) |

## Expeditionsleitungen
| Jahr | Land     | Gipfel        | Beschreibung – Teilnehmer | Anmerkung |
| ---- | -------- | ------------- | --- | --- |
| 2005 | Tibet    | Shisha Pangma | 11 Teilnehmer, 7 Teilnehmer am Zentralgipfel | |
| 2007 | Pakistan | Broad Peak    | OeAV Jubiläumsexpedition, 26 Teilnehmer, 8 am Hauptgipfel, 4 Teilnehmer und 4 pakistanische Bergretter am Vorgipfel                                                                       | Der angeschlossenen Expedition unter Georg Kronthaler gelang die Bergung des 2006 unterhalb des Hauptgipfels verstorbenen Markus Kronthaler. |
| 2007 | Pakistan | K2            | OeAV Expedition, 9 Teilnehmer | Umkehr auf 7700 m wegen unüberwindbarer Schneeverhältnisse |
| 2009 | Pakistan | Nanga Parbat  | OeAV Expedition, 20 Teilnehmer, 9 Teilnehmer am Gipfel | Tödlicher Absturz von Wolfgang Kölblinger |
| 2009 | Pakistan | K2            | OeAV Expedition, 12 Teilnehmer | Umkehr auf 8300 m wegen ungünstiger Schneehöhen und Lawinengefahr |
| 2012 | Pakistan | Hidden Peak   | Intern. Winterexpedition, 7 Teilnehmer: Gerfried Göschl (AUT), Cedric Hählen (SUI), Nisar Hussain (PAK), Carlos Suarez (ESP), Alex Txicon (ESP), Dariusz Załuski (POL), Tamara Styś (POL) | Versuch einer Neuroute über "Headwall", Südplateau und Südflanke, Versuch der ersten Winterbesteigung (taggleich mit einer erfolgreichen polnischen Expedition), Versuch der zweiten Winterbesteigung eines 8000ers im Karakorum, Versuch der ersten Überschreitung eines 8000ers im Winter durch Aufstieg über die Südflanke und Abstieg über die Normalroute (Japanercouloir, Nordseite), letzte Sichtung durch Alex Txikon vom Basislager im Aufstieg 200 – 250 Meter unter dem Gipfel, Gerfried Göschl, Cedric Hählen und Nisar Hussain gelten seitdem als vermisst |

## Soziales Engagement
Anlässlich der Erdbeben-Katastrophe 2005 in Kaschmir hat Göschl gemeinsam mit seinem Vater eine Pakistanhilfe gegründet. Nach einer ersten, durch Spendengelder finanzierten Akuthilfe engagierten sie sich für den Bau von Schulen. Aktuell wird eine von ihnen gegründete Schule im kleinen Bergdorf Lahore nahe Besham von vier auf sechs Klassen erweitert. Göschl, der selbst als Pädagoge tätig war und durch zahlreiche Expeditionen die Bedürfnisse der pakistanischen Bevölkerung kannte, sah in der Bildungsförderung die beste Möglichkeit, um den Menschen ein Entkommen aus Armut, Elend und den Folgen des herrschenden Fundamentalismus zu ermöglichen.

## Filme
- Atemlos. 2005, Regie: Hubert Rieger. Dokumentarfilm über Göschls Doppel-Besteigung von Shisha Pangma und Mount Everest.
- Spuren für die Ewigkeit – Neuroute am Nanga Parbat. 2009, Regie: Hubert Rieger. Dokumentarfilm über die Expedition auf den Nanga Parbat 2009, Erstbegehung der Route „Austrio-Canadian North-West Buttress on Nanga Parbat“.
- Land der Berge - 9 Länder, 9 Gipfel. 2011, Regie: Manfred Corrine. Fernsehfilm, in dem Göschl die höchsten Gipfel der österreichischen Bundesländer innerhalb von acht Tagen bestieg.

## Auszeichnungen
- Landessportehrenzeichen in Gold des Landes Steiermark
- Best of ExplorersWeb 2009 Awards: New Route on Nanga Parbat